# Mizoci
Mizoci (în ucraineană Мізоч) este o așezare de tip urban din raionul Zdolbuniv, regiunea Rivne, Ucraina. În afara localității principale, mai cuprinde și satele Klopit, Mizociok și Ozerko.

## Demografie
Componența lingvistică a așezării de tip urban Mizoci
     Ucraineană (98,81%)
     Alte limbi (1,14%)
Conform recensământului din 2001, majoritatea populației așezării de tip urban Mizoci era vorbitoare de ucraineană (98,81%), existând în minoritate și vorbitori de alte limbi.